# Phytomyza natalensis
Phytomyza natalensis este o specie de muște din genul Phytomyza, familia Agromyzidae, descrisă de Spencer în anul 1964. Conform Catalogue of Life specia Phytomyza natalensis nu are subspecii cunoscute.